# George Darby Haviland
Dr. George Darby Haviland ( * 1857 - 1901) fue un cirujano y naturalista inglés. Había nacido en Warbleton, Sussex, Inglaterra. Trabajó como Director del Raffles Museum, en Singapur, y siendo oficial médico en Sarawak; y curador del Sarawak Museum en Kuching desde 1891 a 1893.
En 1895 retorna a Inglaterra y trabaja en los Reales Jardines Botánicos de Kew, en sus Herbarios, en Londres; antes de regresar definitivament a Sudáfrica donde fallece en Natal.
- La abreviatura «Havil.» se emplea para indicar a George Darby Haviland como autoridad en la descripción y clasificación científica de los vegetales.[1]